# Artemijs Žižins
Artemijs Žižins (* 2. Juni 2006) ist ein lettischer Snookerspieler aus Riga. 2023 wurde er erstmals lettischer Meister und im Jahr darauf qualifizierte er sich als erster Lette für die Profitour.

## Karriere
Artemijs Žižins wurde mit 5 Jahren durch die Fernsehübertragungen bei Eurosport auf Snooker aufmerksam. Schon mit 10 Jahren spielte er auf höchster nationaler Ebene und nahm ein Jahr später an der U16-Weltmeisterschaft teil, wo er auf Anhieb bis ins Achtelfinale kam. 2020 gewann er erstmals ein Turnier der baltischen Snookerliga. Nach einem Jahr Zwangspause wegen Corona stand er 2022 mit 16 Jahren im Finale der nationalen Meisterschaft. Nur einen Monat später stand er im Endspiel der U16-Europameisterschaft und holte sich mit einem Sieg über Vladislav Gradinari aus Moldau seinen ersten großen Erfolg. In der Altersklasse U18 kam er im Jahr darauf ins Halbfinale, das er gegen den späteren Sieger Bulcsú Révész nur knapp verlor. Im Juni 2023 stand er gegen den Rekordmeister Rodions Judins erneut im Finale der lettischen Meisterschaft und holte sich erstmals den Titel.
In der anschließenden Saison nahm er an der Q Tour Europe teil, die die Qualifikation für die Profitour ermöglichte. Allerdings spielte er nicht alle Turniere und kam nur einmal ins Achtelfinale. Das Achtelfinale im U19-Turnier war auch sein bestes Ergebnis bei der WSF Championship. Bei der Europameisterschaft 2024 verlor er im U18-Turnier erneut gegen Révész im Halbfinale. In der Altersklasse U21 verlor er das Halbfinale knapp gegen Liam Davies, der danach mit dem Turniersieg zum Profi wurde. Gegen Saisonende holte sich Žižins noch einmal Selbstvertrauen, als er im Mai seinen nationalen Titel verteidigen konnte. Direkt im Anschluss nahm er an der Q School teil. Beim ersten Turnier traf er auf die Ex-Profis Iulian Boiko und Mark Joyce und besiegte beide mit 4:2. Mit demselben Ergebnis gewann er abschließend das Entscheidungsspiel für die Qualifikation. Damit wurde er als erster Lette Snookerprofi und sicherte sich kurz vor seinem 18. Geburtstag die Startberechtigung für die Profitour der Spielzeiten 2024/25 und 2025/26.
Mit einem Sieg über Ben Mertens in der Championship League 2024 hatte er zum Auftakt seinen ersten Profierfolg. Mit Robbie Williams und Xu Si schlug er danach auch zwei etablierte Profis. Allerdings verpasste er bei zwei weiteren Turnieren durch Auftaktniederlagen das Hauptturnier.